# Blue Purge
Blue Purge ist ein Jazzalbum von Wally Shoup. Die am 4. November 2003 bei Jack Straw Productions in Seattle entstandenen Aufnahmen erschienen am 19. April 2005 auf Leo Records.

## Hintergrund
Auf dem Nachfolgealbum von Fusillades & Lamentations (2003) spielt der Altsaxophonist Wally Shoup mit dem Bassisten Reuben Radding und dem Schlagzeuger Bob Rees. Die Produktion entstand mit der Unterstützung von Earshot Jazz, einer gemeinnützigen Organisation in Seattle, die sich der „Unterstützung des Jazz“ widmet.

## Titelliste
- Wally Shoup Trio: Blue Purge (Leo CDLR399)[2]

1. Ruffing It 6:00
2. Depth Charge 4:50
3. Hue And Cry 2:16
4. Moiling 7:29
5. Lunar Dust 3:58
6. LoggerHeads 8:59
7. Gut Luv 7:58
8. Purgations 7:25
9. Get Me One 7:12
10. Psyche Knot 1:14
11. Web Core 2:35

Die Kompositionen stammen von Wally Shoup.

## Rezeption
Scott Yanow verlieh dem Album in Allmusic vier Sterne und schrieb, Shoup habe einen kraftvollen Ton und verzerre seinen Sound manchmal auf eine Art und Weise, die an Pharoah Sanders aus den späten 1960er-Jahren erinnert, obwohl er insgesamt ein lyrischerer Spieler sei. Radding und insbesondere Rees würden sich selten damit zufriedengeben, Shoup lediglich zu begleiten, und sie machten ihre Anwesenheit ständig deutlich. Es gebe unterschiedliche Stimmungen und Methoden, die Musiker seien ausgezeichnet und sie würden recht gut zusammenarbeiten. Jeder der Spieler verdiene es, bekannter zu werden.
Nach Ansicht von Germein Linares, der das Album in All About Jazz rezensierte, würde die Gruppe um Wally Shoup auf Blue Purge elf abwechslungsreiche und intensive Improvisationsstücke bieten. Es fänden sich verschiedene Stimmungen, vom wackeligen „Ruffing It“ über das verspielte „Depth Charge“, das ruhige „Gut Luv“ bis hin zum minimalistischen „Moiling“ und „Lunar Dust“. Die elf Stücke seien wirkungsvoll in ihrer prägnanten Darbietung. Das Album dürfte diejenigen erfreuen, die sich für Jazz interessieren, der frei und aufregend ist, doch ohne Lärm und unnötige Schwermut auszukommen.